# Croton sylvaticus
Espèce
Classification APG III (2009)
Croton sylvaticus est une espèce de plantes à fleurs du genre Croton et de la famille des Euphorbiaceae, présente en Afrique tropicale et au sud.

## Synonymes
- Oxydectes sylvatica (Hochst.) Kuntze
- Croton oxypetalus Müll.Arg.
- Oxydectes oxypetala (Müll.Arg.) Kuntze
- Croton stuhlmannii Pax
- Claoxylon sphaerocarpum Kuntze
- Croton verdickii De Wild.
- Croton asperifolius Pax
- Croton bukobensis Pax

## Remarque
Croton sylvaticus Hochst. ne doit pas être confondu avec Croton sylvaticus Schltdl., nom illégitime synonyme de Croton reflexifolius Kunth